# Rzeczyca Kolonia (przystanek kolejowy)
Rzeczyca Kolonia – przystanek kolejowy w powiecie kraśnickim, w województwie lubelskim.

## Ruch pasażerski
| Rok  | Wymiana pasażerska na dobę |
| ---- | -------------------------- |
| 2017 | 0-9                        |
| 2022 | 0-9                        |

Podczas elektryfikacji odcinka Kraśnik–Zaklików wybudowano nowy peron przystanku. Znajduje się on po drugiej stronie tutejszego przejazdu kolejowo-drogowego, w innej lokalizacji niż jego poprzednik.